# (2842) Unsöld
(2842) Unsöld est un astéroïde de la ceinture principale, découvert le 25 juillet 1950 à l'observatoire Goethe Link près de Brooklyn, dans l'Indiana.